# Classic Albums
Classic Albums é uma série de televisão em formato de documentário sobre álbuns de pop rock considerados os melhores ou mais representativos de um determinado músico ou conjunto musical, ou que exemplifica uma certa época da história da música.
A série é realizada pela Isis Productions e distribuída pela Eagle Rock Entertainment. É exibida por várias emissoras, incluindo BBC, ITV, Sky Arts, VH1 e VH1 Classic, sendo disponibilizada também em VHS e posteriormente DVD.

## Episódios
Os álbuns que foram abordados estão abaixo:
- The Band - The Band
- Black Sabbath - Paranoid
- Bob Marley & The Wailers - Catch a Fire
- Cream - Disraeli Gears
- Deep Purple - Machine Head (veja Classic Albums: Deep Purple - The Making of Machine Head)
- Def Leppard - Hysteria
- The Doors - The Doors
- Duran Duran - Rio
- Elton John - Goodbye Yellow Brick Road
- Elvis Presley - Elvis Presley
- Fleetwood Mac - Rumours
- Frank Zappa - Apostrophe (') / Over-Nite Sensation
- Grateful Dead - Anthem of the Sun e American Beauty (veja Anthem to Beauty)
- Iron Maiden - The Number of the Beast
- Jay-Z - Reasonable Doubt
- Jimi Hendrix - Electric Ladyland
- John Lennon - John Lennon/Plastic Ono Band
- Judas Priest - British Steel
- Lou Reed - Transformer
- Meat Loaf - Bat Out of Hell
- Metallica - Metallica ("The Black Album") (veja Classic Albums: Metallica - Metallica)
- Motörhead - Ace of Spades
- Nirvana - Nevermind (veja Classic Albums: Nirvana – Nevermind)
- Paul Simon - Graceland
- Peter Gabriel - So
- Phil Collins - Face Value
- Pink Floyd - Dark Side of the Moon (veja Classic Albums: Pink Floyd - The Making of The Dark Side of the Moon)
- Queen - A Night at the Opera
- Rush - 2112 e Moving Pictures
- Sex Pistols - Never Mind the Bollocks
- Simply Red - Stars
- Steely Dan - Aja
- Stevie Wonder - Songs in the Key of Life
- Tom Petty and the Heartbreakers - Damn the Torpedoes
- U2 - The Joshua Tree
- The Who - Classic Albums: Who's Next